# Billy-sur-Oisy
Billy-sur-Oisy là một xã của tỉnh Nièvre, thuộc vùng Bourgogne-Franche-Comté, miền trung nước Pháp.